# Matthew Knight
Pour les articles homonymes, voir Knight.
Matthew Knight, né le 16 février 1994 à Los Angeles, en Californie, est un acteur canadien.

## Filmographie

### Cinéma
- 2004 : Peep (Court-métrage) : Harry
- 2005 : Treize à la douzaine 2 (Cheaper by the Dozen 2) : Un enfant au théâtre
- 2005 : Un parcours de légende (The Greatest Game Ever Played) : Francis Ouimet jeune
- 2006 : The Grudge 2 : Jake
- 2006 : Skinwalkers de  James Isaac : Timothy Talbot
- 2007 : Le Jackpot de Noël (Christmas in Wonderland) : Brian Saunders
- 2008 : Mon ami Finn (Finn on the Fly) : Ben Soledad
- 2009 : Gooby : Willy
- 2009 : The Grudge 3 : Jake
- 2013 : Skating to New York : Jimmy Mundell

### Télévision
- 2002 : Queer as Folk (série télévisée) : Peter
- 2003 : Le Prix de la liberté (Big Spender) (Téléfilm) :  Will Burton
- 2003 : Missing : Disparus sans laisser de trace (1-800- Missing) (série télévisée) : Peter Melnyk
- 2004 : Pouic explore le monde (série télévisée) : Tom le chat
- 2005 : Kojak (série télévisée) : Paulie Wagner
- 2006 : Skyland, le nouveau monde (Skyland) (série télévisée) : Spencer
- 2006 : Pour le cœur d'un enfant (For the Love of a Child) (Téléfilm) : Jacob Fletcher
- 2006 : Un homme si parfait (Intimate Stranger) (Téléfilm) : Justin Reese
- 2006 : Lueur d'amour (Candles on Bay Street) (Téléfilm) : Trooper
- 2007 : L'Amie de mon mari (All the Good Ones Are Married) (Téléfilm) : Luke Gold
- 2007-2008 : Les Dossiers Dresden (série télévisée) : Harry Dresden jeune
- 2008 : Un soupçon de magie (The Good Witch) (Téléfilm) : Brandon Russell
- 2009 : Cartoon Gene (série télévisée) : Gene
- 2009 : Le Jardin des merveilles (The Good's Witch Garden) (Téléfilm) : Brandon Russell
- 2009 : Flashpoint (série télévisée) : Isaac
- 2010 : Ma baby-sitter est un vampire (My Babysitter's a Vampire) (Téléfilm) : Ethan Morgan
- 2010 : A Heartland Christmas (Téléfilm) : Sam Hawke
- 2011 : Un mariage féerique (The Good Witch's Family) (Téléfilm) : Brandon Russell
- 2011 : La Magie de la famille (The Good Witch's Family) (Téléfilm) : Brandon Russell
- 2011-2012 : Ma baby-sitter est un vampire (My Babysitter's a Vampire) (série télévisée) : Ethan Morgan
- 2011 et 2013 : R.L. Stine's Haunting Hour (série télévisée) : Greg / Jeremy
- 2012 : Une famille peu ordinaire (The Good's Witch Charm) (Téléfilm) : Brandon Russell
- 2013 : Ma famille bien-aimée (The Good Witch's Destiny) (Téléfilm) : Brandon Russell
- 2013 : Magic City (série télévisée) : Big Clyde
- 2014 : The Good Witch's Wonder (Téléfilm) : Brandon Russell
- 2024 : Le Garçon et l'Univers (série télévisée) : Boggo Road Jail